# Георги Аначков
Георги Методиев Аначков е български офицер от Държавна сигурност (генерал-лейтенант). Той е дългогодишен ръководител на Второ главно управление (1972 – 1990) и заместник-министър на вътрешните работи (1982 – 1990).

## Биография

### Ранни години
Георги Аначков е роден на 1 април 1920 година в Радомир в бедно семейство. Баща му Методи Стоянов притежава 13 декара земеделска земя и се наема като общ работник, през 1942 – 1943 година лежи в затвора. Георги Аначков има двама по-малки братя, единият от които става инженер-химик, а другият – архитект.
Първоначално Аначков учи в родния си град, където завършва първите два класа на гимназията. През този период по собствените му думи е чест инициатор на „побоища върху легионерите“. През 1935 година напуска училище и започва работа при свой родственик в София, който има кръчма в квартал „Еврейски герен“. През 1936 – 1937 година учи в софийската Седма мъжка гимназия, а след това се премества в смесената гимназия в Перник, където учи и брат му. Там се включва в дейността на комунистическия Работнически младежки съюз. Завършва гимназията през 1940 година. Малко след това е арестуван за кратко, а през август става член на Българската комунистическа партия (БКП).
През есента на 1940 година Георги Аначков постъпва във Висшето училище за стопански и социални науки във Варна. Там ръководи група на комунистическия Български общ народен студентски съюз, опитвайки се с ограничен успех да набавя боеприпаси за дейността на БКП. По собствените му спомени купува 50 – 60 патрона от свои познати във флота. На 20 февруари 1943 година е арестуван и изпратен в концентрационния лагер „Кръстополе“, където остава до октомври, когато е освободен и се връща във Варна. В началото на 1944 година прекарва няколко месеца в Радомир, опасявайки се от арестите на комунисти във Варна, след което се връща там и до лятото завършва семестриално Висшето училище.
След началото на Съветско-българската война през 1944 година и настъпването на съветските войски към Варна Аначков участва в организираните на 8 септември от комунистите демонстрации пред Варненския затвор, при които са освободени част от затворниците. Веднага след Деветосептемврийския преврат е изпратен с група комунисти, която да установи контрол над Балчик, след което заминава за Радомир.

### Ранна кариера
На 11 септември 1944 година Георги Аначков е назначен за ръководител на формиращата се Държавна сигурност при околийското управление на Министерството на вътрешните работи (МВР) в Радомир, а през декември е подчинен пряко на софийското областно управление. На тази длъжност се включва активно в масовите насилия при налагането на комунистическия режим в страната, като според по-късните му служебни характеристики е отговорен за „суровото, но справедливо наказание на стотици фашистки престъпници в Радомирско“. През декември 1946 година е повишен за успехите си в предходните избори и референдум, когато се проявява „не само като добър милиционер, но и като добър агитатор, ползващ се с голямо влияние в Радомирска околия“. Докато е в Радомир става първо секретар на първична организация на БКП, от 1946 година е член на Градския комитет, отговарящ за пропагандата, а от 1947 година е секретар на Градския комитет и член на Околийския комитет.
През февруари 1947 година Аначков е прехвърлен в областното управление на МВР в София. Там негов пряк ръководител е Богдан Думков, който има положително мнение за него и дава тласък на кариерата му. Въпреки това Думков отбелязва склонността му към насилие, като през 1949 година Аначков дори е наказан с „мъмрене“ за пребиване на задържан за разпит и грубо отношение с гражданин. През 1948 година се жени за Милка Пенева, дъщеря на адвокат от Дряново, завършила Художествената академия. През февруари 1950 година вече има ранг на началник на отделение.
На 9 февруари 1951 година Георги Аначков става началник на Окръжното управление на МВР в Хасково, а с военизирането на Държавна сигурност няколко седмици по-късно получава званието майор. Той остава начело на окръжното управление в Хасково до пролетта на 1958 година с едногодишно прекъсване през 1953 – 1954 година, когато преминава курс в школа на КГБ в Съветския съюз. Докато е в Хасково е член на Окръжния комитет на БКП и на Окръжния народен съвет.

### В разузнаването и първи период начело на Второ управление
На 20 май 1958 година Георги Аначков е назначен за заместник-началник на Първо управление на Държавна сигурност като част от процеса на разширяването на управлението за външно разузнаване, в който в него са привличани офицери от други подразделения на Държавна сигурност. През лятото на 1960 година управлението планира да го изпрати като резидент в Гърция, но това така и не става. Вместо това е назначен под прикритието на дипломат в посолството в Лондон, за да се запознае с работата под прикритие и да учи английски език. През 1960 година е получава привилегирования статут на активен борец против фашизма и капитализма, главно заради престоя си в лагер.
На 14 август 1962 година Аначков е преназначен за заместник-началник, а на 15 ноември за началник на контраразузнавателното Второ управление. На този пост ръководи успешната операция срещу дипломата Иван-Асен Георгиев, осъден на смърт като американски шпионин. През 1964 година е повишен в генерал-майор.
На 3 май 1966 година Георги Аначков е върнат в Първо управление, запазвайки ранга си на началник на управление. Под фалшивото име Георги Методиев Стоянов отново е назначен на прикритие във външното министерство и през следващата година става съветник в посолството в Ливан, оглавявайки местната резидентура. През следващите години има предложения да бъде прехвърлен в Сирия или Турция, които остават нереализирани.

### Началник на Второ главно управление
На 4 август 1972 година Георги Аначков отново става началник на Второ главно управление, след като предишният му ръководител Григор Григоров е отстранен заради подозрения в нелоялност към ръководството на режима. През 1974 година е повишен в генерал-лейтенант.

### Заместник-министър на вътрешните работи
На 2 септември 1982 година Георги Аначков е назначен за заместник-министър на вътрешните работи, запазвайки поста си на началник на Второ главно управление.
От април 1986 г. е член на централната контролно-ревизионна комисия на ЦК на БКП.

### Последни години
При реорганизацията на Държавна сигурност в началото на 1990 година Георги Аначков е освободен от постовете си на 30 януари с влизане в сила на 1 юли. През следващите години той не прави никакви публични изявления и не е разследван за дейността си в Държавна сигурност.
Георги Аначков умира през 1995 година.

## Военни звания
- Майор (30 април 1951)
- Подполковник (29 април 1952), предсрочно
- Полковник (от 25 август 1954), предсрочно
- Генерал-майор (7 септември 1964)[22]
- Генерал-лейтенант (3 септември 1974)[23]

## Награди
С указ №587 от 31 март 1980 г. е обявен за герой на социалистическия труд. Носител е на орден „Народна република България“ I ст. (1970, 1974, 1978, 1986), последния за принос към Възродителния процес, два пъти „Народна свобода 1941 – 1944 г.“, 9 септември 1944 г. с мечове, два пъти „Червено знаме“ и „За храброст“.